# 솔리 마치
솔로먼 벤저민 마치 (Solomon Benjamin March, 1994년 7월 20일 ~ )는 잉글랜드의 축구 선수로 현재 브라이턴 & 호브 앨비언에서 윙백 겸 윙어로 활약하고 있다.

## 수상

### 클럽
브라이턴 & 호브 앨비언
- EFL 챔피언십 : 준우승 (2016-17)
- EFL 챔피언십 플레이오프 : 4강 (2013-14, 2015-16)
- FA컵 : 4강 (2018-19, 2022-23)